# ¡Qué sacrificio!
|  |

El aguafuerte ¡Qué sacrificio! es un grabado de la serie Los Caprichos del pintor español Francisco de Goya. Está numerado con el número 14 en la serie de 80 estampas. Se publicó en 1799.

## Interpretaciones de la estampa
Existen varios manuscritos contemporáneos que explican las láminas de los Caprichos. El que se encuentra en el Museo del Prado se tiene como autógrafo de Goya, pero parece más bien despistar y buscar un significado moralizante que encubra significados más arriesgados para el autor. Otros dos, el que perteneció a Ayala y el que se encuentra en la Biblioteca Nacional, realzan la parte más escabrosa de las láminas.
- Explicación de esta estampa del manuscrito del Museo del Prado: ¡Como ha de ser!. El novio no es de los más apetecibles pero es rico y a costa de la libertad de una niña infeliz se compra el socorro de una familia hambrienta. Así va el mundo.[2]

- Manuscrito de Ayala: Idem anterior.[2]

- Manuscrito de la Biblioteca Nacional:  El vil interés obliga a los padres a sacrificar una hija joven y hermosa casándola con un viejo jorobado, y no falta un cura que apadrine semejantes bodas.[2]

Goya trata a menudo el tema de los casamientos desiguales o de los mal casados. Desde el cartón La boda, pintado en 1792 para la última serie de tapices, siempre lo trata con ironía. En este grabado, critica a los padres que sacrifican a su hija pobre y hermosa casándola con un ser viejo y repugnante, buscando la riqueza del novio. Este tema lo repite en muchas de sus comedias Moratín, desde El viejo y la niña hasta su célebre El sí de las niñas y es habitual en la literatura satírica de aquel tiempo. Goya amplifica el aspecto grotesco transformando al novio en caricatura y resaltando así el aspecto satírico del grabado.

## Técnica del grabado
En el dibujo preparatorio a pluma con tinta sepia del Museo del Prado las expresiones son más graves, por lo que se han suavizado algo en el grabado. Al pie del dibujo está escrito un texto casi ilegible: Son señoritos a cual más rico; y la pobre no sabe a cual escoger. Parece, pues, que en el dibujo los personajes de fondo no representan la familia de la novia sino pretendientes ricos formando un coro de deformes enamorados. Sobre las letras casi borradas hay superpuesta una leyenda más remarcada que reza: Sacrificio de interés.
En el grabado los tres personajes de fondo tiene reacciones diferentes ante el irregular casamiento. Una de ellas, detrás de la doncella medita entristecida. Las luces son nítidas con los blancos en primer término.
Esta estampa es una de las pocas que el pintor firmó, siempre en la esquina inferior izquierda.